# AutoZone
AutoZone ist der zweitgrößte Händler von Kfz-Ersatzteilen in den Vereinigten Staaten mit Sitz in Memphis (Tennessee). Das Unternehmen wurde im Jahr 1979 unter dem Namen Auto Shack gegründet, änderte jedoch kurz darauf seinen Namen aufgrund einer Markenrechtsklage von RadioShack in AutoZone. Heute verfügt das Unternehmen über 6.202 Filialen in den Vereinigten Staaten, Mexiko und Brasilien. Die Aktien von AutoZone werden im S&P 500 gehandelt.
AutoZone ist Sponsor des Baseballstadiums AutoZone Park am Unternehmenssitz in Memphis.